# Expedice 22
Expedice 22 byla dvaadvacátou expedicí na Mezinárodní vesmírné stanici. Expedice byla zahájena odletem kosmické lodě Sojuz TMA-15 od stanice 1. prosince 2009 a ukončena odletem Sojuzu TMA-16 18. března 2010. Velitelem Expedice 22 byl americký astronaut Jeffrey Williams.
Sojuz TMA-16 a Sojuz TMA-17 připojené k modulu Zarja sloužily u ISS jako záchranné lodě.

## Posádka
| Pozice            | První část (1. – 22. prosince 2009) | Druhá část (22. prosince 2009 – 18. března 2010) |
| ----------------- | ----------------------------------- | ------------------------------------------------ |
| Velitel           | Jeffrey Williams, (3) NASA          | Jeffrey Williams, (3) NASA                       |
| Palubní inženýr 1 | Maxim Surajev, (1) Roskosmos (CPK)  | Maxim Surajev, (1) Roskosmos (CPK)               |
| Palubní inženýr 4 |                                     | Oleg Kotov, (2) Roskosmos (CPK)                  |
| Palubní inženýr 5 |                                     | Sóiči Noguči, (2) JAXA                           |
| Palubní inženýr 6 |                                     | Timothy Creamer, (1) NASA                        |

Zdroj pro tabulku: NASA
V závorkách je uveden dosavadní počet letů do vesmíru včetně této mise.

## Záložní posádka
- Shannon Walkerová, NASA, velitel
- Alexandr Skvorcov ml. , Roskosmos (CPK)
- Anton Škaplerov, Roskosmos (CPK)
- Satoši Furukawa, JAXA
- Douglas Wheelock, NASA